# Hurun-Report
Der Hurun-Report (chinesisch 胡潤百富 / 胡润百富, Pinyin Húrùn bǎifù) ist eine seit 2012 veröffentlichte Rangliste der reichsten Chinesen (胡润百富榜,  Húrùn bǎifùbǎng – „Hurun-Rangliste der 100 Reichsten“). Laut Wall Street Journal wird man in China nicht wahrhaftig als vermögend angesehen, „bis man es auf die Hurun-Report-Liste geschafft hat“. Der Hurun-Report ist eine von vielen Veröffentlichungen der Hurun Report Luxus-Mediengruppe mit Hauptsitz in Shanghai (China).

## Rupert Hoogewerf
Erstellt wird diese Liste vom Engländer Rupert Hoogewerf, dessen chinesischer Name Hurun (胡润 Hú Rùn) lautet. Er hatte vorher sieben Jahre bei der ehemaligen „Big Five-Wirtschaftsprüfungsgesellschaft“ Arthur Andersen gearbeitet. 
Hoogewerf, geboren in Luxemburg, besuchte das namhafte Internat Eton College in England und legte danach einen Abschluss in Chinesisch und Japanisch an der nordenglischen Durham University ab. 1999 startete Hoogewerf mit seiner Liste der reichsten Chinesen (China Rich List). Zu seinen sonstigen Listen gehört eine Liste der großzügigsten Chinesen (Hurun Philanthropy List, 2004) und eine Liste der wichtigsten lebenden chinesischen Künstler (Hurun Contemporary Art List, 2008). Die auf den Listen rangierenden Unternehmer sind oft bei den Veranstaltungen des Hurun Report Magazines anzutreffen.

## Liste 2016
| Rang | Vermögen  | Person                     | Alter   | Unternehmen                |
| ---- | --------- | -------------------------- | ------- | -------------------------- |
| 1    | 32,100 亿 | Wang Jianlin               | 62      | Wanda                      |
| 2    | 30,600 亿 | Ma Yun                     | 52      | Alibaba, Ant Financial     |
| 3    | 24,600 亿 | Ma Huateng                 | 45      | Tencent                    |
| 4    | 17,200 亿 | Yao Zhenhua                | 45      | Baoneng                    |
| 5    | 16,700 亿 | Zong Qinghou               | 71      | Wahaha                     |
| 6    | 14,900 亿 | Yan Hao                    | 30      | China Pacific Construction |
| 6    | 14,900 亿 | Ding Lei                   | 45      | NetEase                    |
| 8    | 14,600 亿 | Li Yanhong & Ma Dongmin    | 48 & 46 | Baidu                      |
| 9    | 12,700 亿 | Lu Zhiqiang                | 64      | Oceanwide                  |
| 10   | 11,600 亿 | Zhang Jindong              | 53      | Suning                     |
| 10   | 11,600 亿 | Yan Bin                    | 62      | Reignwood                  |
| 10   | 11,600 亿 | Xu Jiayin                  | 58      | Evergrande                 |
| 10   | 11,600 亿 | He Xiangjian & He Jianfeng | 74 & 49 | Midea                      |
| 14   | 9,700 亿  | Lei Jun                    | 47      | Xiaomi                     |
| 14   | 9,700 亿  | Wang Wenyin & Liu Jiehong  | 47 & ?  | Amer                       |
| 16   | 9,100 亿  | Zhang Shiping & family     | 70      | Weiqiao Pioneering         |
| 17   | 8,400 亿  | Zhang Zhidong              | 44      | Tencent                    |
| 18   | 8,200 亿  | Lu Guanqiu                 | 70      | Wanxiang                   |
| 19   | 8,100 亿  | Shi Yuzhu                  | 54      | Giant Interactive          |
| 20   | 7,540 亿  | Chen Lihua                 | 75      | Fu Wah                     |